# Aphrodité Egyháza
Aphrodité Egyháza egy vallási csoport, amit 1939-ben alapított Gleb Jevgenyevics Botkin (1900-1969) amerikai orosz bevándorló. A monoteista felépítésű vallás középpontjában egy istennő áll, akire az ókori görög szexualitás- és szerelemistennő után Aphrodité néven hivatkoznak. 
Az egyetlen ismert írott forrás az Aphrodité-egyház tanításával kapcsolatban a Gleb Botkin által az 1960-as években írt és kiadott A valóság keresése (In Search of Reality) című értekezés. Az értekezés azzal az alaptétellel kezdődik, hogy „az uralkodó vallási hiedelmek és erkölcsi normák [...] főként [...] a régmúlt primitív népeinek [...] fantáziáin alapulnak”, és azt kívánja, hogy „erkölcsileg és intellektuálisan fejlődjünk, valamint hogy boldogabb életet élhessünk.”
Botkin metafizikájának központi fogalma a Szeretet, amelyet nem érzelemként, hanem energiaként határoz meg, ami minden lényt létrehoz. A Szeretet egyetlen „kimeríthetetlen generátora – elsődleges forrása és végső tárgya – a Legfőbb Istenség és Teremtő”. Botkin szerint az istenség éppen azért teremtő, mert szeretetet sugároz, ami megteremti a kozmoszt. Ennek a kisugárzásnak a folyamata organikus, és ezért „a kozmoszt az isteni organizmus gyümölcsének kell tekinteni – nem pedig önkényesen létrehozott műalkotásnak”. Ezért az istenséget „nem Atyaistenként, hanem Anyaistennőként” kell megjeleníteni, mivel „csak a női szervezet képes gyümölcsöt teremni”. Mivel Botkin a szeretetet örök áramlásnak tekintette, az emberek halhatatlanságának reményét arra alapozta, hogy tudatosan képesek legyenek szeretni egymást és az istenséget. A túlvilág vagy paradicsom egy olyan hely vagy állapot, ahol a rossz – a szeretet és vele együtt járó szépség és összhang ellentéte – hiányzik.
Aphrodité és a világ közötti kapcsolatot az anya és gyermeke közötti kapcsolattal lehet szemléltetni. Miután egy anya megszülte gyermekét, testével és elméjével egyaránt gondoskodik róla. 
Az elnevezés ógörög vonatkozása ellenére az Aphrodité-egyház tanítása közelebb áll a Wiccáhozˇ és egyéb monoteista-szinkretista újpogány áramlatokhoz, mint a rekonstrukciós hellén valláshoz.

## Fordítás
Ez a szócikk részben vagy egészben  a   Church of Aphrodite című angol Wikipédia-szócikk fordításán alapul.  Az eredeti cikk szerkesztőit annak laptörténete sorolja fel. Ez a jelzés csupán a megfogalmazás eredetét és a szerzői jogokat jelzi, nem szolgál a cikkben szereplő információk forrásmegjelöléseként.